# Alten, Dalarna
Alten är en sjö i Gagnefs kommun i Dalarna och ingår i Dalälvens huvudavrinningsområde. Sjön har en area på 0,366 kvadratkilometer och ligger 209,1 meter över havet.

## Delavrinningsområde
Alten ingår i det delavrinningsområde (670321-145088) som SMHI kallar för Mynnar i Tansån. Medelhöjden är 271 meter över havet och ytan är 23,8 kvadratkilometer. Det finns inga avrinningsområden uppströms utan avrinningsområdet är högsta punkten. Vattendraget som avvattnar avrinningsområdet har biflödesordning 4, vilket innebär att vattnet flödar genom totalt 4 vattendrag innan det når havet efter 254 kilometer. Avrinningsområdet består mestadels av skog (81 procent). Avrinningsområdet har 0,44 kvadratkilometer vattenytor vilket ger det en sjöprocent på 1,8 procent.